# Ludwig Radlkofer

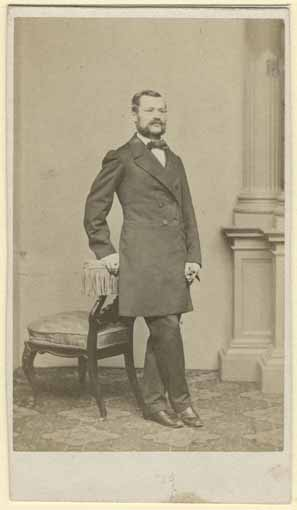
Ludwig Radlkofer

Ludwig Adolph Timotheus Radlkofer (* 19. Dezember 1829 in München; † 16. Februar 1927 ebenda) war ein bayrischer, deutscher Botaniker und Hochschulprofessor. Sein offizielles botanisches Autorenkürzel lautet „Radlk.“

## Leben und Wirken
Radlkofer studierte Medizin an der Universität München, wo er 1858 zum Dr. med. promovierte. Anschließend studierte er Botanik an der Universität Jena. Dort war er unter anderem Schüler von Matthias Jacob Schleiden, bei dem er mikroskopisch-anatomisch und pharmakologisch arbeitete. In Jena promovierte er 1855 zum Dr. phil. Ab 1856 war er Privatdozent und wurde 1859 zum außerordentlichen Professor und Adjunkt am Botanischen Konservatorium München (heute Herbarium und Botanischer Garten München) ernannt. Von 1863 bis 1913 war Radlkofer Ordinarius für Botanik an der Universität München. 1892 wurde er als Nachfolger von Carl Wilhelm von Nägeli Direktor des Botanischen Museums in München. Im Jahr 1862 wurde er zum Mitglied der Leopoldina gewählt, die Bayerische Akademie der Wissenschaften ernannte ihn 1875 zum außerordentlichen Mitglied, 1882 wurde er ordentliches Mitglied der Akademie. 1900 wurde er als korrespondierendes Mitglied in die Preußische Akademie der Wissenschaften aufgenommen.
Radlkofer führte in der Fortsetzung von Matthias Schleiden die anatomische Analyse als Bestimmungsmethode für pflanzliche Pharmaka in der Pharmakognosie und die botanische Systematik ein. Er berichtigte endgültig den Irrtum Schleidens über die Rolle des Pollen und bestätigte die Untersuchungen von Wilhelm Hofmeister über die Befruchtung der Phanerogamen.
Bekannte Schüler von Radkofer waren Hans Solereder, Otto Renner, Carl Prantl, Ernst Küster, Johannes Gottfried Hallier, Felix Eugen Fritsch und Theodor Herzog.

## Ehrungen
Die Pflanzengattungen Radlkofera Gilg und Sinoradlkofera F.G.Mey. aus der Familie der Seifenbaumgewächse (Sapindaceae) sowie Radlkoferella Pierre aus der Familie der Sapotengewächse (Sapotaceae) und Radlkoferotoma Kuntze  aus der Familie der Korbblütler (Asteraceae) sind nach ihm benannt worden.

## Schriften (Auswahl)
- Die Befruchtung der Phanerogamen. Ein Beitrag zur Entscheidung des darüber bestehenden Streites. Engelmann, Leipzig 1856. (Digitalisat)
- Ludwig Radlkofer: Ueber Krystalle proteinartiger Körper pflanzlichen und thierischen Ursprungs: Ein Beitrag zur Physiologie der Pflanzen und Thiere, zur Chemie und Physik der organischen Körper. Wilhelm Engelmann, Leipzig 1859. (Digitalisat)
- L. Radlkofer: Monographie der Sapindaceen-Gattung Serjania. K. B. Akademie, München 1875, S. 392. (Digitalisat)
- Über die Sapindaceen Holländisch-Indiens. Amsterdam 1877. (Digitalisat)
- L. Radlkofer: New Sapindaceae from Panama and Costa Rica. Smithsonian Institution, Washington 1914.
- Ludwig Radlkofer: Ergänzungen zur Monographie der Sapindaceen-Gattung Serjania. Verl. der königlichen Akademie, München 1886.
- Ludwig Radlkofer: Ueber die Arbeit und das Wirken der Pflanze: Rede an die Studierenden beim Antritte des Rectorates. Kgl. Hof- und Universitätsbuchdruckerei, Dr. C. Wolf & Sohn, München 1886, S. 24.
- Ludwig Radlkofer: Ueber die Methoden in der botanischen Systematik, insbesondere die anatomische Methode: Festrede. Verlag der k. b. Akademie, München 1883, S. 64.